# 木曽殿山荘

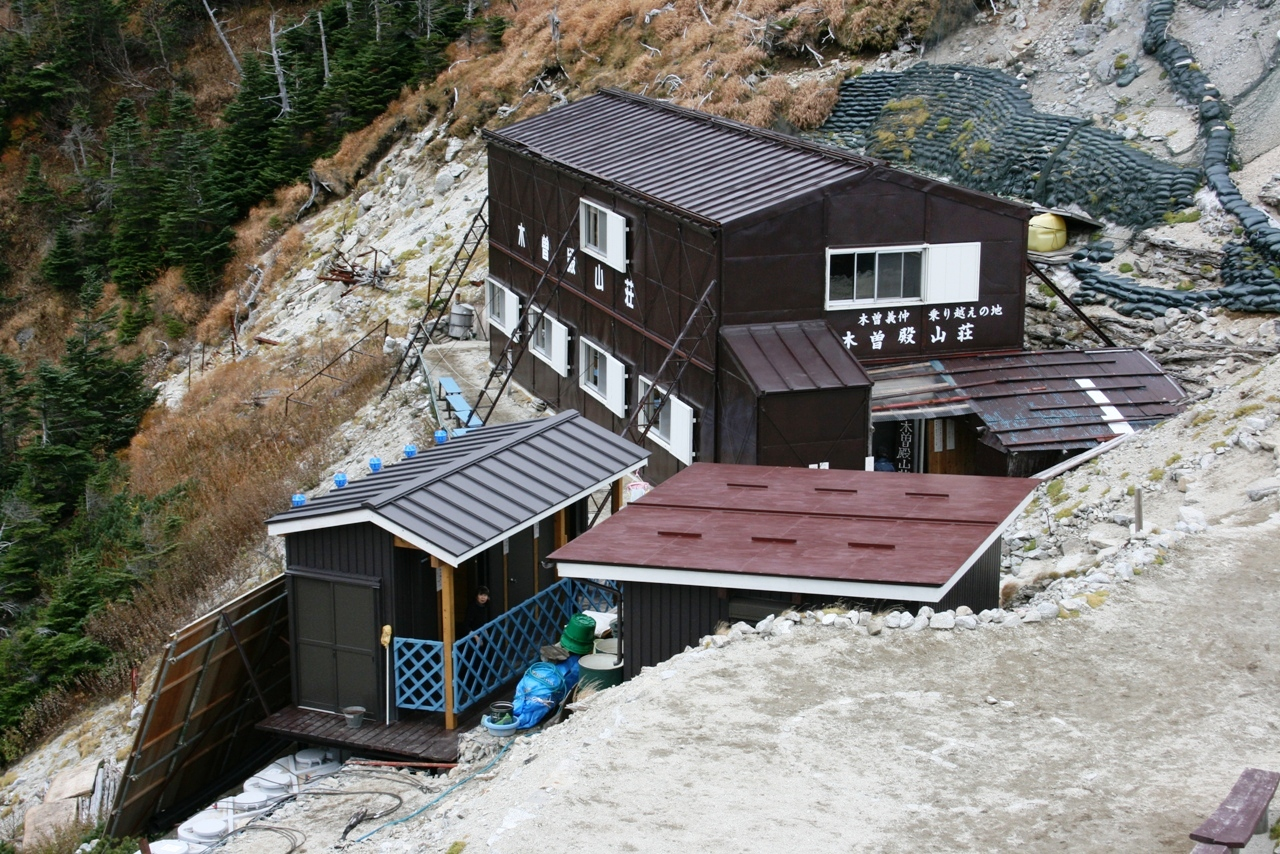

木曽殿山荘（きそどのさんそう 北緯35度43分24秒 東経137度48分28秒 / 北緯35.723201度 東経137.807731度）は長野県木曽郡大桑村にある山小屋。木曽山脈の空木岳と東川岳の鞍部の木曽殿越にある。収容人数約120名。要予約。

## 所在地
- 長野県木曽郡大桑村須原伊奈川国有林1412－イ、ロ[1]

## 周辺の山小屋
- 空木駒峰ヒュッテ:有人
- 空木平避難小屋:無人